# Франк Фельтшер
Франк Фельтшер (ісп. Frank Feltscher, нар. 17 травня 1988, Бюлах) — швейцарський та венесуельський футболіст, що грав на позиції півзахисника.
Виступав, зокрема, за клуб «Грассгоппер», а також національну збірну Венесуели.
Володар Кубка Швейцарії.

## Клубна кар'єра
Народився 17 травня 1988 року в місті Блак.
У дорослому футболі дебютував 2006 року виступами за команду «Грассгоппер», в якій провів два сезони, взявши участь у 20 матчах чемпіонату. 
Також з 2006 по 2011 рік грав у складі команд «Грассгоппер-2», «Лечче» та «Беллінцона».
Своєю грою за останню команду знову привернув увагу представників тренерського штабу клубу «Грассгоппер», до складу якого повернувся 2011 року. Цього разу відіграв за команду з Цюриха наступні три сезони своєї ігрової кар'єри. Більшість часу, проведеного у складі «Грассгоппера», був основним гравцем команди.
Протягом 2014—2022 років захищав кольори клубів «Аарау», АЕЛ, «Дебрецен», «Сулія», «Ріонегро Агілас» та «Атлетіко Венесуела».
Завершив ігрову кар'єру у команді «Тугген», за яку виступав протягом 2022 року.

## Виступи за збірні
Протягом 2007–2011 років залучався до складу молодіжної збірної Швейцарії. На молодіжному рівні зіграв у 26 офіційних матчах, забив 5 голів.
У 2011 році дебютував в офіційних матчах у складі національної збірної Венесуели.
Загалом протягом кар'єри в національній команді, яка тривала 4 роки, провів у її формі 14 матчів, забивши 2 голи.

## Титули і досягнення
- Володар Кубка Швейцарії (1):

«Грассгоппер»: 2012-2013